# Hendrik Buchna

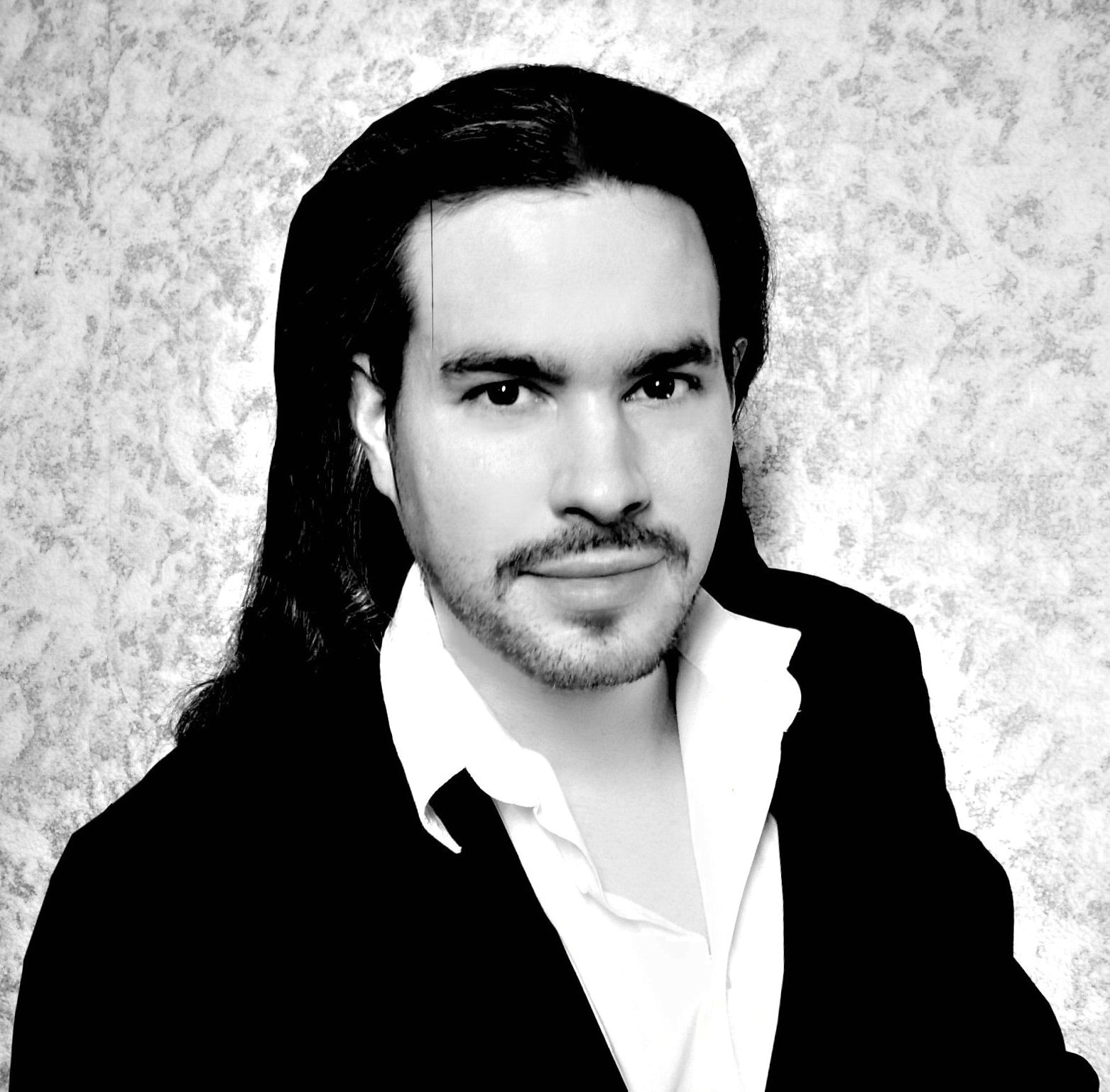
Hendrik Buchna (2011)

Hendrik Buchna (* 1976 in Hamburg) ist ein deutscher Autor und Regisseur.

## Leben
Hendrik Buchna studierte Kunst (Schwerpunkt Film- und Medienwissenschaft), Germanistik und Psychologie (Schwerpunkt Kognition und Kommunikation). Im Rahmen seiner filmpraktischen Ausbildung entstanden der Dokumentarfilm 180 Grad – ein Leben in Drehung und der Kurzfilm Antikörper (jeweils Drehbuch und Regie), die beide auf Festivals uraufgeführt wurden. Nach absolviertem Abschluss begann er eine Doktorarbeit in Literaturwissenschaft, die er 2006 zugunsten seiner Tätigkeit als freier Autor unterbrach. Seither arbeitete er u. a. für Sony Music Entertainment, Oliver Rohrbecks Lauscherlounge, Lübbe Audio, Psychothriller GmbH und den Verlag Franckh-Kosmos.
2008 begann seine Zusammenarbeit mit Ivar Leon Menger, für dessen Hörbuch-Thrillerserie Darkside Park er als Autor und Lektor tätig war. 2010 wurde die Serie auch als Buch im Titus Verlag veröffentlicht. Ebenfalls 2010 steuerte er für die Special-Folge … und der dreiTag der Jugendbuchserie Die drei ??? die Geschichte Der Fluch der Sheldon Street bei.
Seit 2011 gehört er fest dem Autorenteam der Die-drei-???-Bücher des Franckh-Kosmos-Verlags an. Unter anderem schrieb er gemeinsam mit Christoph Dittert und Kari Erlhoff den Jubiläumsdreiteiler 175, Schattenwelt (2014).

## Werke

### Hörspiele und Hörbücher
Als Autor steuerte er für die folgenden Serien die Dialogbücher bei:
| Serie         | Titel                                           | Label               | Jahr |
| ------------- | ----------------------------------------------- | ------------------- | ---- |
| DiE DR3i      | Folge 1: Das Seeungeheuer                       | Europa              | 2006 |
| DiE DR3i      | Folge 3: Verschollen in der Zeit                | Europa              | 2006 |
| DiE DR3i      | Folge 5: Das Haus der 1.000 Rätsel              | Europa              | 2007 |
| Darkside Park | Das böse Zimmer I + II                          | Psychothriller GmbH | 2010 |
| Darkside Park | Die verbotene Lichtung                          | Psychothriller GmbH | 2010 |
| Darkside Park | Willkommen in Porterville!                      | Psychothriller GmbH | 2010 |
| Die drei ???  | … und der dreiTag: Der Fluch der Sheldon Street | Europa              | 2010 |

### Bücher
Die Skriptbücher zur Hörbuch-Serie Darkside Park wurden 2010 im Titus Verlag herausgebracht. Zudem ist Hendrik Buchna seit 2011 als Autor für die Jugendbuch-Serie Die drei ??? tätig.
Außerdem lieferte Buchna 2012 das Buch Der Traumtänzer für die Hörspielserie MindNapping. In dieser Geschichte gibt es ein Wiederhören mit Dr. Frank Morgan aus Darkside Park. 2013 veröffentlichte Ivar Leon Menger die Darkside-Park-Fortsetzung Porterville als E-Books. Die zwei Geschichten Götterdämmerung und Die Akte Richthofen stammten dabei aus der Feder von Buchna. Zudem lektorierte er das Ganze. Porterville wurde ein halbes Jahr später von Universal Studios und deren deutschen Hörspiel/Hörbuch-Studio „Folgenreich“ als Hörbuch-Reihe vertont.
Die drei ???
| Folgen-Nr.          | Titel                                           | Jahr |
| ------------------- | ----------------------------------------------- | ---- |
| Sonderband          | … und der dreiTag: Der Fluch der Sheldon Street | 2011 |
| 156                 | Im Zeichen der Schlangen                        | 2011 |
| 161                 | … und der schreiende Nebel                      | 2011 |
| Kurzgeschichtenband | … und die Geisterlampe                          | 2011 |
| Kurzgeschichtenband | Das Rätsel der Sieben                           | 2012 |
| 166                 | … und das blaue Biest                           | 2012 |
| 173                 | Dämon der Rache                                 | 2013 |
| 175                 | Schattenwelt (Teil 3) – Die dunkle Macht        | 2014 |
| Kurzgeschichtenband | … und der Zeitgeist                             | 2014 |
| 185                 | … und der unsichtbare Passagier                 | 2016 |
| –                   | … und der dunkle Taipan                         | 2019 |
| 212                 | … und der weiße Leopard                         | 2020 |
| 216                 | Die Schwingen des Unheils                       | 2021 |
| 219                 | Manuskript des Satans                           | 2022 |
| 227                 | Drehbuch der Täuschung                          | 2023 |
| 234                 | Im Bann des Barrakudas                          | 2024 |

## Auszeichnungen
Für seine Werke wurde er mit Preisen ausgezeichnet. Darunter diverse Hörspiel-Preise für die Serie DiE DR3i und Ohrkanus-Auszeichnungen für die Serie Darkside Park.
- Kids Award
  - Gold-Auszeichnung für die Folgen 1, 3 und 5 der Serie DiE DR3i
- Hörspiel-Award
  - Bronze (Publikums-Preis u. Kritiker-Preis) in der Kategorie Beste Serienfolge des Jahres für Verschollen in der Zeit der Serie DiE DR3i, 2006
  - Hörspiel des Monats für Das Haus der 1.000 Rätsel der Serie DiE DR3i, Februar 2007
  - Gold (Publikums-Preis) u. Bronze (Kritiker-Preis) in der Kategorie Beste Serienfolge des Jahres (Kinder und Jugendliche) für Das Haus der 1.000 Rätsel der Serie DiE DR3i, 2007